# Zión Moreno
Zión Moreno (* 23. Februar 1995 in El Paso, Texas) ist eine mexikanisch-US-amerikanische Schauspielerin.

## Leben und Karriere
Moreno wurde im Februar 1995 in El Paso, Texas geboren und wuchs in Albuquerque, New Mexico auf. Ihre Eltern stammen beide aus Mexiko, weshalb zu Hause spanisch aufwuchs. Moreno ist eine trans Frau und begann ihre Angleichung bereits zu Schulzeiten. In dieser Zeit erfuhr sie Mobbing durch die Klassenkameraden.
Mit 19 Jahren zog sie nach New York City um als Model erfolgreich zu werden.
2017 präsentierte sie die Diversify TV awards in Cannes bei der MIPCOM.
Ihr Schauspieldebüt gab sie 2019 mit dem amerikanischen Musical-Fantasy-Horror Film K-12. Bekannt wurde sie durch die Rolle der transgender Isabela de la Fuente in der mexikanischen Netflix-Serie Control Z, die 2020 veröffentlicht wurde.
In der Neuauflage von Gossip Girl ist sie als Luna La zu sehen.
Moreno lebt aktuell in Los Angeles.

## Filmografie
- 2019: K-12
- 2020: Control Z (Fernsehserie, 8 Episoden)
- 2021–2023: Gossip Girl (Fernsehserie, 18 Episoden)
- 2021–2022: Claws (Fernsehserie, 4 Episoden)
- 2022: Not the Drama We Expected
- 2024: Prom Dates
- 2025: Find Your Friends